# Euphyllia
Euphyllia es un género de corales duros, de la familia Euphylliidae, orden Scleractinia.
Sus especies secretan carbonato cálcico para formar un esqueleto, y poseen zooxantelas, lo que les incluye en los corales hermatípicos, o formadores de arrecifes.
Son de los corales marinos más populares y solicitados en acuariofilia. 

## Especies
El Registro Mundial de Especies Marinas reconoce las siguientes especies, de las que la UICN cataloga sus estados de conservación:
- Euphyllia ancora. Veron & Pichon, 1980. Estado: Vulnerable A4cd ver 3.1.
- Euphyllia baliensis. Turak, Devantier & Erdman, 2012. No evaluada.
- Euphyllia cristata. Chevalier, 1971. Estado: Vulnerable A4cd ver 3.1
- Euphyllia divisa. Veron & Pichon, 1979. Estado: Casi amenazada ver 3.1
- Euphyllia glabrescens. (Chamisso & Eysenhardt, 1821). Estado: Casi amenazada ver 3.1
- Euphyllia paraancora. Veron, 1990. Estado: Vulnerable A4cd ver 3.1
- Euphyllia paradivisa. Veron, 1990. Estado: Vulnerable A4cd ver 3.1
- Euphyllia paraglabrescens. Veron, 1990. Estado: Vulnerable A4c ver 3.1
- Euphyllia yaeyamaensis. (Shirai, 1980). Estado: Casi amenazada ver 3.1

- Euphyllia grandiseptata Latypov, 2011 (nomen nudum)

- Euphyllia fimbriata. (Spengler, 1799). No evaluada.  (nomen dubium)
- Euphyllia plicata (Milne Edwards & Haime, 1848) (nomen dubium)

## Galería

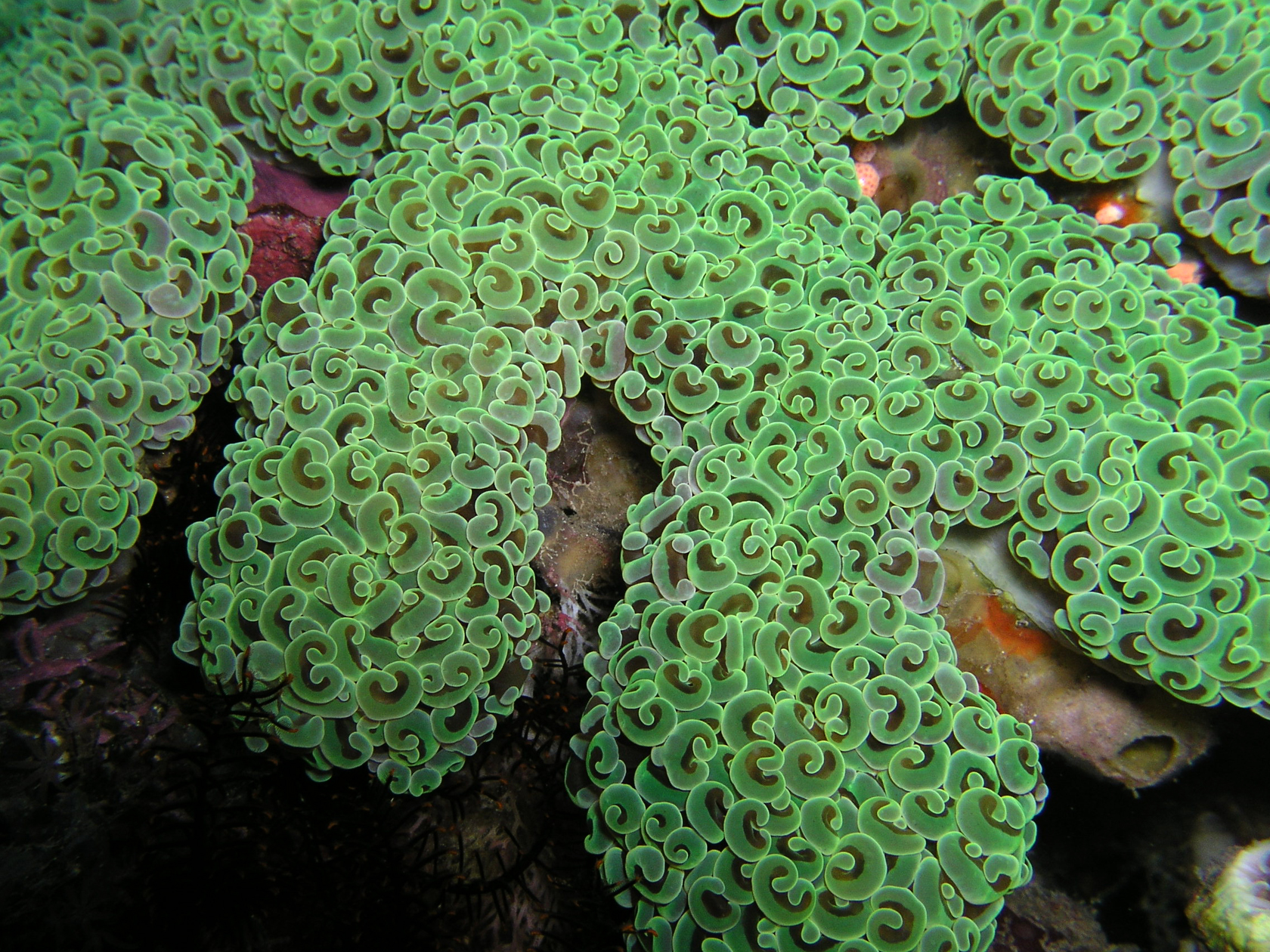
E. ancora
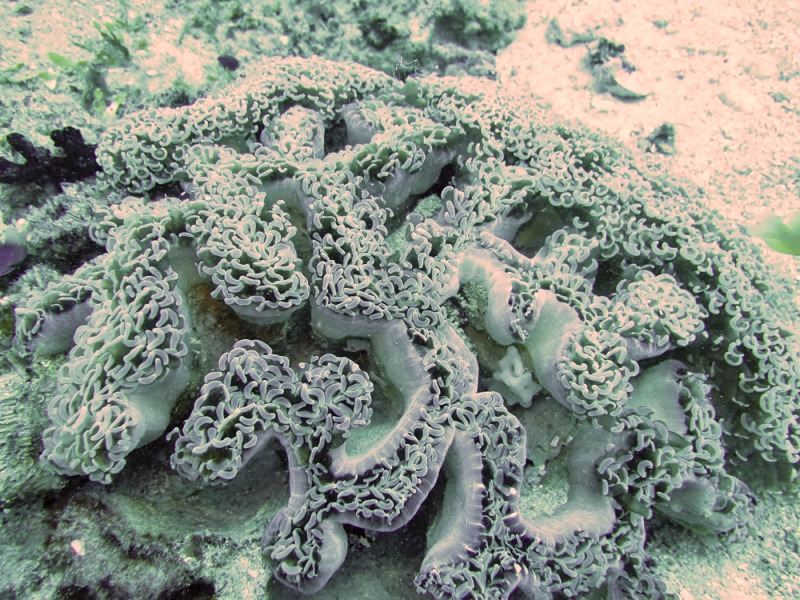
E. ancora semi retraída dejando ver el esqueleto
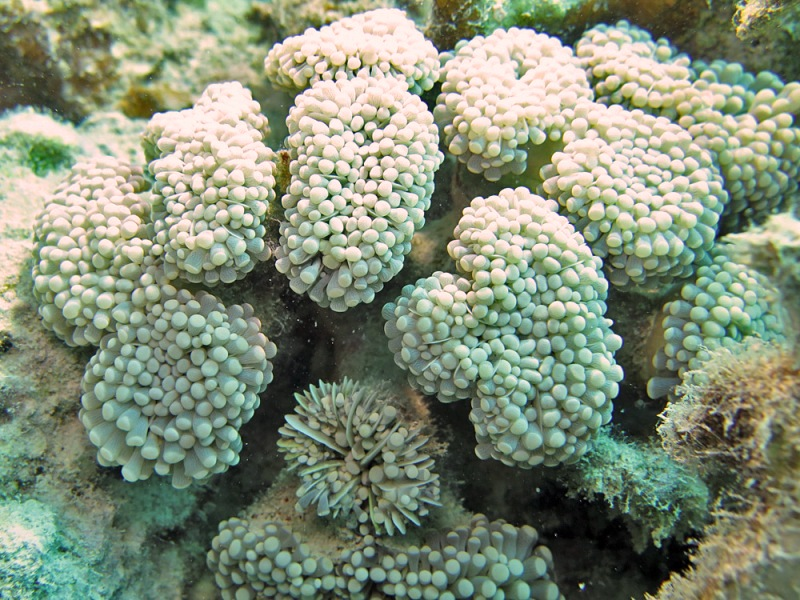
E. cristata en isla Lizard, Australia
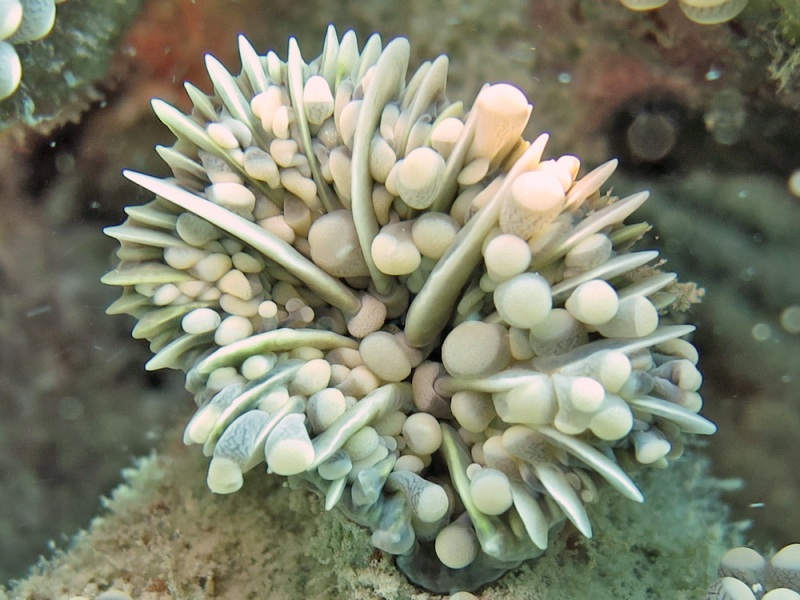
Coralito de E. cristata
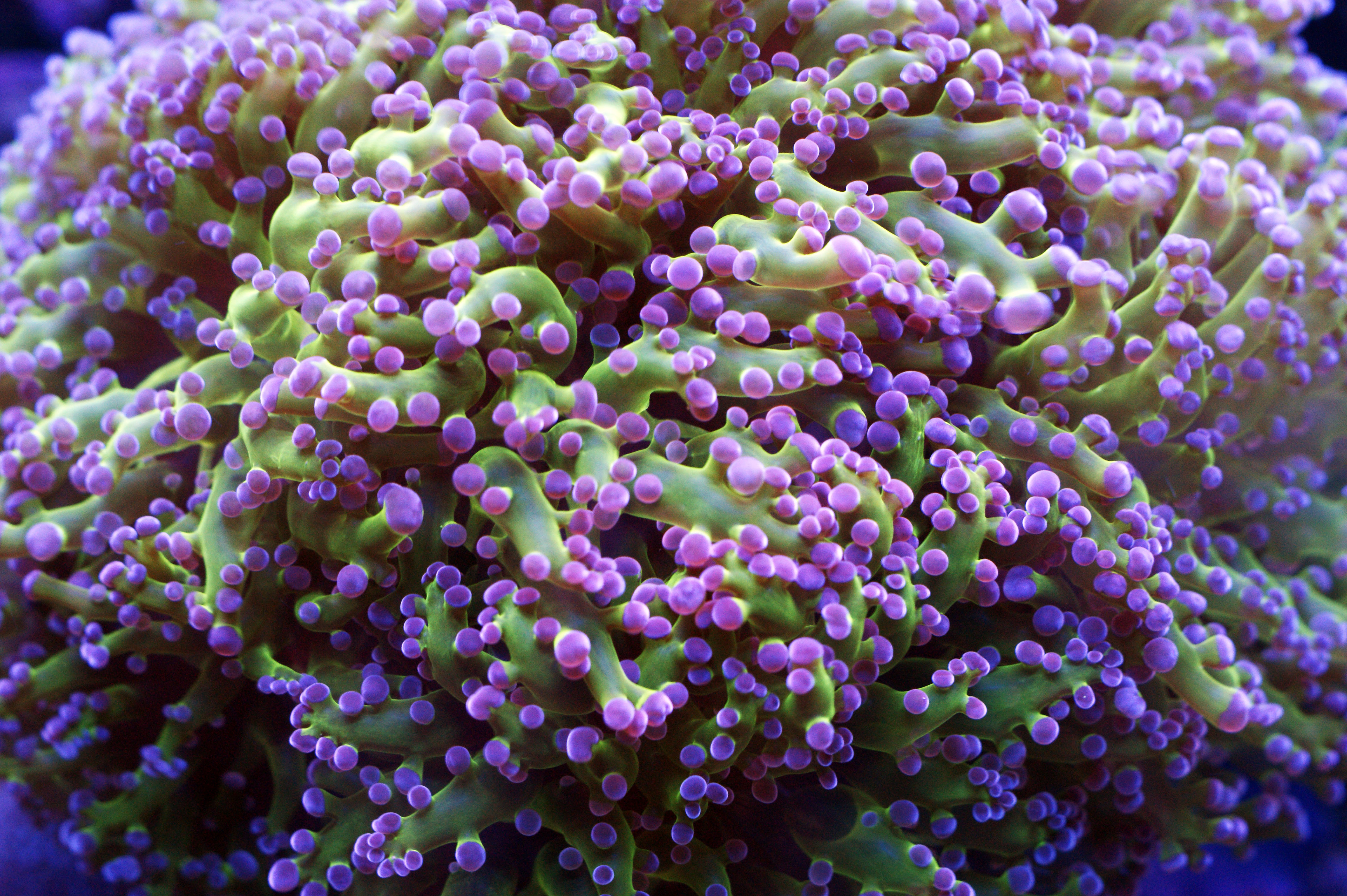
E. divisa
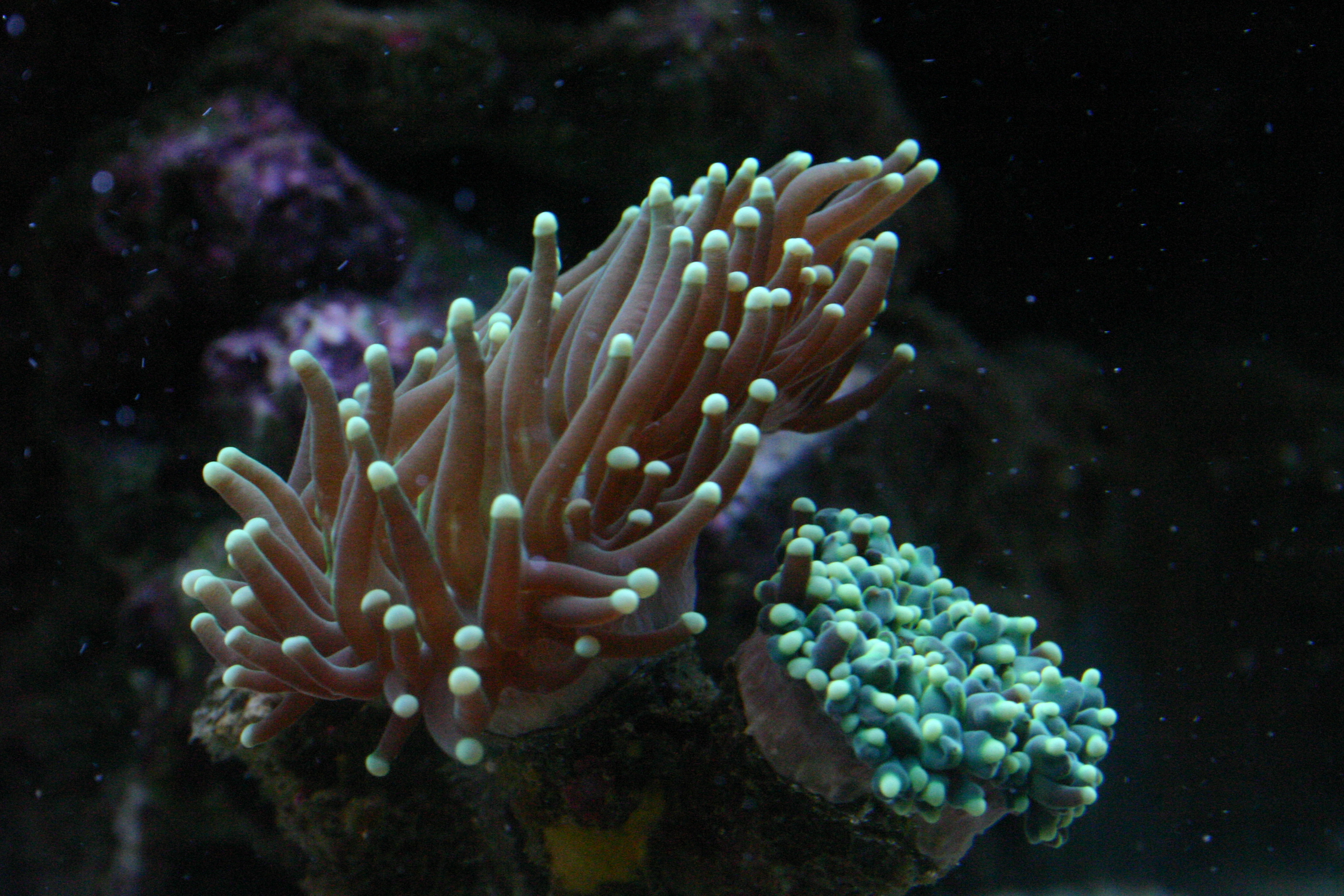
E. glabrescens con tentáculos expandidos y semi retraídos
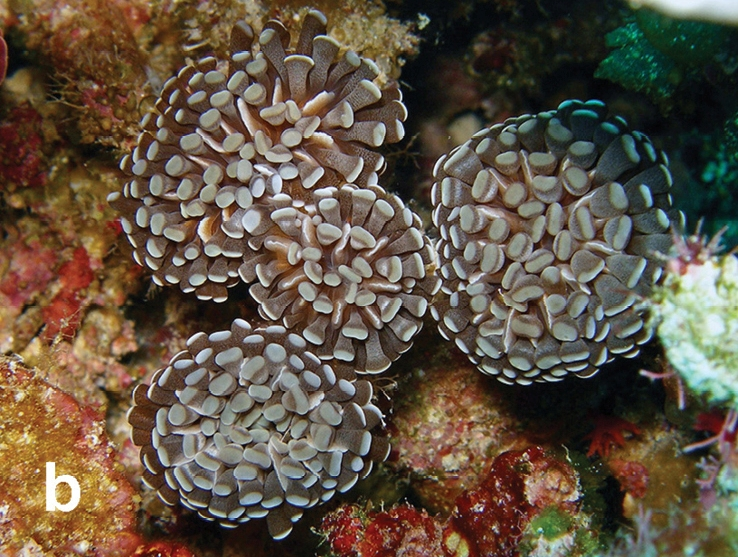
E. paraancora

## Morfología
La estructura calcárea de los esqueletos de sus colonias puede ser faceloide, flabeloide o meandro-faceloide, esta última normalmente en forma de loma. Los muros son delgados; los septa son prominentes, de extremos suavizados, y no perforados.
Los pólipos son grandes y carnosos, y, aunque sus tentáculos son retráctiles, están expandidos día y noche.  Los colores de los pólipos pueden ser marrón, gris, rosa o verde, aunque ocasionalmente puede presentar tonalidades azules o rojizas, y con las puntas de los tentáculos en otro color e iridiscentes.
Tiene tentáculos "barredores", que son más finos de diámetro que los normales, y que pueden expandir hasta más de 20 cm, buscando alimento o agrediendo a otros corales, en la lucha por el espacio y la luz. Estos apéndices son extremadamente agresivos para el resto de habitantes del arrecife, tanto para peces como para el resto de invertebrados, ya que contienen células urticantes llamadas nematocistos. Sin embargo, los tentáculos normales no poseen nematocistos, al contrario que la mayoría de los corales, y, para atrapar el alimento, se valen de unas proyecciones microscópicas en forma de pelos, llamadas cilia.
Las colonias pueden superar los 100 cm de diámetro, y en ocasiones cubren muchos metros cuadrados de superficie marina.

## Hábitat y distribución
Se encuentra en los océanos Índico y Pacífico, desde Mozambique hasta el sur de Japón, norte de Australia, Papúa Nueva Guinea y Fiyi.
Localizado en aguas tranquilas desde 1 a 30 m de profundidad, en diversos hábitats del arrecife, aunque prefieren zonas soleadas.

## Alimentación
En la naturaleza se nutre principalmente de la fotosíntesis realizada por las algas zooxantelas que habitan el tejido de sus pólipos. Las algas realizan la fotosíntesis produciendo oxígeno y azúcares, que son aprovechados por los corales, y se alimentan de los catabolitos del coral, especialmente fósforo y nitrógeno.
Esto le proporciona entre el 75 y el 90% de sus requerimientos nutricionales, completando su alimentación mediante la captura de zooplancton.

## Reproducción
Las colonias son macho o hembra, normalmente producen esperma y huevos que se fertilizan en el agua, aunque en algunas zonas ecuatoriales incuban las larvas internamente.
Las larvas deambulan por la columna de agua hasta que se posan y fijan en el lecho marino, una vez allí se convierten en pólipos y comienzan a secretar carbonato cálcico para construir su esqueleto. Asimismo, se reproducen asexualmente mediante gemación del pólipo, dando origen a la colonia.

## Mantenimiento
En cautividad, la corriente debe ser moderada y alterna.  De lo contrario, se dificulta la extensión de los pólipos, impidiendo que se alimente adecuadamente. Su fase de aclimatación al acuario es más lenta que otras especies de corales duros lps pueden presentar infecciones bacterianas en la zona de sección o corte, normalmente en su base. 
Se consiguen los mejores resultados bajo una luz moderada o intensa pero no directa, principalmente con tubos fluorescentes T5. Un asentamiento masivo de algas unicelulares por un exceso de iluminación puede generar el desprendimiento de los pólipos.
Una de las mayores causas de mortandad son las podredumbres en sus pólipos a las que son muy proclives. Tan pronto se detentan hay que cortar la zona afectada para que no se extienda por la colonia.
Se puede complementar su alimentación con mysis y artemia congelados. Si se alimenta el acuario diariamente por otros animales, no es necesario alimentarlos directamente, ya que se les podría sobrealimentar.
Todos los Euphyllia requieren de un manejo cuidadoso durante el transporte y aclimatación, teniendo siempre la precaución de no sacarlos nunca del agua con sus pólipos extendidos. Burbujas de aire atrapadas al retrotraer el pólipo producen generalmente infecciones devastadoras causadas por protozoos.
La reproducción común en cautividad es artificial, por fragmentación del esqueleto del coral.
Se debe emplazarlo en el suelo y dejando espacio suficiente a su alrededor, para evitar que dañe otros corales con sus tentáculos "barredores". Las Euphyllias tienen un gran número de nematocistos por lo que resultan muy agresivas con otros corales e incluso con la piel de quien realiza los mantenimientos en el acuario.
No es exigente con las concentraciones de nitrato pero deberemos controlarlas a niveles comunes en acuario de arrecife, no superiores a 10 ppm. Al fosfato si son muy sensibles.
Para un buen desarrollo debemos añadir mangnesio y estroncio regularmente para que los parámetros del agua sean lo más estables posible en cuanto a dureza de carbonatos y pH. Aditar yodo le dará un plus para que desarrollen los pólipos en su máximo esplendor.